# Сиви акули
Сиви акули (Carcharhinidae) се нарича семейство в разред пилозъби акули (Carcharhiniformes), включващо мигриращи акули, обитаващи топлите морета (понякога и леко солени или пресноводни баейни), като тигрова акула, синя акула, бича акула и млечна акула.
Членовете на семейството имат обичайните характеристики на Carcharhiniformes. Очите са кръгли, гръдните перки са напълно зад петте хрилни отвора. Повечето видове са живородни, малките се раждат напълно развити. Те се различават значително по размер. Най-малките възрастни екземпляри на австралийската акула Rhizoprionodon taylori достигат дължина от 69 cm дължина, а най-едрите до 7,5 m при възрастна тигрова акула.
Сивите акули са отговорни за голяма част от нападенията на хора. Съществуват обаче трудности при идентифицирането на отделните видове поради известна степен на неточност в документирането на атаките.

## Класификация
Семейство Carcharhinidae
- Подсемейство Galeocerdinae
  - Род Galeocerdo – тигрова акула (1 вид)
- Подсемейство Scoliodontinae
  - Род Scoliodon – жълта остроноса акула (1 вид)
- Подсемейство Carcharhininae – сиви акули
  - Триб Carcharhinini
    - Род Carcharhinus – сиви акули (34 или 35 вида)
    - Род Glyphis – речни акули (4 вида)
    - Род Lamiopsis – широкопера акула (1 вид)
    - Род Nasolamia – белоноса акула (1 вид)
    - Род Negaprion – острозъби акули (2 вида)
    - Род Prionace – сини акули (1 вид)

  - Триб Rhizoprionodontini
    - Род Rhizoprionodon – (7 видов)
    - Род Loxodon – (1 вид)

  - Триб Isogomphodontini
    - Род Isogomphodon – остроноси акули (1 вид)

  - Триб Triaenodontini
    - Род Triaenodon – рифови акули (1 вид)